# Port de Giurgiulești
El port de Giurgiulești (en romanès: Portul Giurgiulești), oficialment el Port Franc Internacional de Giurgiulești (en romanès: Portul Internațional Liber Giurgiulești, PILG), és un port al riu Danubi a la seva confluència amb el Prut i l'únic port de Moldàvia.
És l'únic port de Moldàvia accessible per als vaixells marítims, situat al km 133,8 (milla nàutica 72,2) del riu Danubi al sud de Moldàvia. Opera tant una terminal de cereals i petroliera com una terminal de passatgers. La construcció d'una terminal petroliera va començar l'any 1996 i es va posar en marxa el 26 d'octubre de 2006. El port de passatgers de Giurgiulești es va obrir oficialment el 17 de març de 2009, quan es va posar en marxa el primer viatge marítim de passatgers Giurgiulești-Istanbul-Giurgiulești. La terminal de transbordament de cereals es va obrir el 24 de juliol de 2009. El 2012 es va afegir una instal·lació de contenidors. A partir del 2015, una segona terminal de gra estava en construcció. El port només té 1.476 peus a la riba del riu i queda espai per a una terminal addicional. El volum enviat pel port va augmentar un 65% el 2014.
El port el gestiona una empresa holandesa, Danube Logistics, que, amb l'ajuda del Banc Europeu de Reconstrucció i Desenvolupament, ha invertit 60 milions de dòlars al projecte. Hi ha 460 empleats, la meitat del poble de Giurgiulești, que es troba a mitja milla terra endins. A partir del 2015 no hi havia cap instal·lació a Giurgiulești que atengués viatgers o tripulants visitants.
Té la condició de zona econòmica lliure fins al 2030.
El port de Giurgiulești es va construir com a resultat d'un intercanvi territorial amb Ucraïna el 2005, on Moldàvia va rebre una metres (470 iardes) dels rius Danubi i Prut (que és una via fluvial internacional). Se suposava que Ucraïna rebria un petit tram de carretera que sortia i tornava a entrar al territori ucraïnès prop del poble moldau de Palanca, al punt més oriental de Moldàvia.